# Nibulon

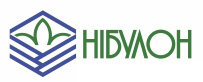
Das Logo von Nibulon

Nibulon ist ein ukrainischer Landwirtschafts-, Schiffbau- und Transportkonzern mit Sitz in der südukrainischen Hafenstadt Mykolajiw. Er zählt zu den größten Getreideexporteuren der Ukraine. In den Bereichen Ackerbau, Transport, Lagerhaltung, Verladung und Export beschäftigt Nibulon ungefähr 6000 Angestellte.

## Geschichte

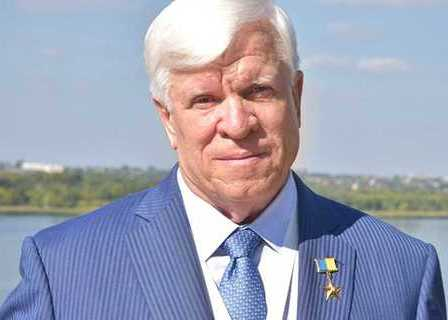
Oleksij Wadaturskyj

Das Agrar- und Binnenschifffahrtsunternehmen wurde 1991 vom Chemieingenieur Oleksij Wadaturskyj (1947–2022) zusammen mit ungarischen und englischen Partnern gegründet. Wadaturskyj wurde zu den ukrainischen Oligarchen gezählt, die seit der Unabhängigkeit des Landes in einigen Branchen dominierende Wirtschaftsunternehmen aufbauten. Ein Wohnsitz der Unternehmerfamilie Wadaturskyj und das Domizil der von ihr kontrollierten Schweizer Handelsfirma Nibulon S.A. befinden sich in Neuchâtel. Für seine Verdienste um die wirtschaftliche Entwicklung erhielt Oleksij Wadaturskyj 2007 die Auszeichnung Held der Ukraine.
Nibulon kaufte seit 1991 mit Hilfe von Investoren in großem Stil landwirtschaftliche Grundstücke von ehemaligen sowjetischen Kolchosen und anderen Besitzern und entwickelte sich seit dem Beginn des 21. Jahrhunderts zu einem der größten Agrarkonzerne der Ukraine mit Ackerflächen von mehr als 80.000 ha in mehreren Landesteilen. Das Unternehmen lässt auf seinem Ackerland von eigenen Angestellten mit einem umfangreichen Maschinenpark vorwiegend Getreide (Weizen, Gerste und Mais), Raps, Sonnenblumen und Sojabohnen anbauen. Die Produkte werden in mehreren Regionen in zahlreichen Getreidespeichern mit insgesamt 388 Silos gesammelt. In Starobilsk in der Oblast Luhansk betreibt Nibulon eine der größten Siloanlagen der Ukraine. Das Unternehmen besitzt die drittgrößte Lagerkapazität für Getreide in der Ukraine nach der Kernel Holding und Glencore Agriculture Ukraine.

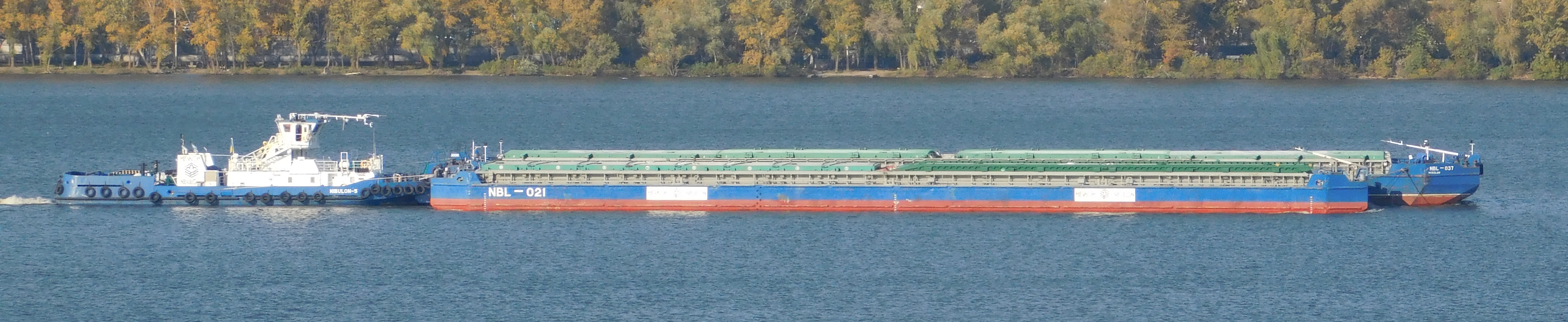
Schubverband von Nibulon auf dem Dnepr

Einen Teil der Erzeugnisse liefert Nibulon an Lebensmittelhersteller in der Ukraine. Mit firmeneigenen Flotten von Schuten, Lastkraftwagen und Güterzügen transportiert Nibulon die für den Export bestimmten Produkte zu den Hochseehäfen am Dnepr-Bug-Liman im Süden des Landes. Das Unternehmen erneuerte besonders die Frachtschifffahrt auf den ukrainischen Binnengewässern und errichtete einen neuen Getreidehafen in Mykolajiw am linken Ufer des Südlichen Bug. Mit firmeneigenen Schiffen organisiert das Unternehmen auch die Personenschifffahrt auf dem Dnepr-Bug-Liman. Für die Binnenschifffahrt auf dem Dnepr und dem Südlichen Bug baute das Unternehmen ein Dutzend Siloanlagen mit Anlegeplätzen für Frachtschiffe. Nibulon ist der einzige ukrainische Agrarkonzern mit einer eigenen Flotte und neben der staatlichen Firma Ukrrichflot das zweitgrößte Transportunternehmen der Binnenschifffahrt in der Ukraine. In der Logistik der Firma, die über 81 eigene Boote verfügt, macht der Transport mit Schubverbänden auf dem Wasserweg inzwischen rund 70 Prozent des Volumens aus. Damit ist Nibulon für den Gütertransport zu den Hochseehäfen weniger stark vom oft überlasteten Straßen- und Schienennetz der Ukraine abhängig. 2019 transportierte es in der Ukraine 3,8 Millionen Tonnen Fracht mit seinen Schiffen, im Geschäftsjahr 2020/2021 waren es 4,3 Millionen Tonnen. Um das für die Schubverbände nötige Fahrwasser in gewissen Abschnitten des Dnepr zu erhalten, lässt Nibulon mit eigenem Gerät das Flussbett ausbaggern. Die Eingriffe in die Flusslandschaft sind besonders auch deshalb nötig, weil an mehreren Stellen riesige Mengen Wasser aus dem Dnepr in Bewässerungskanäle abgeleitet worden sind.

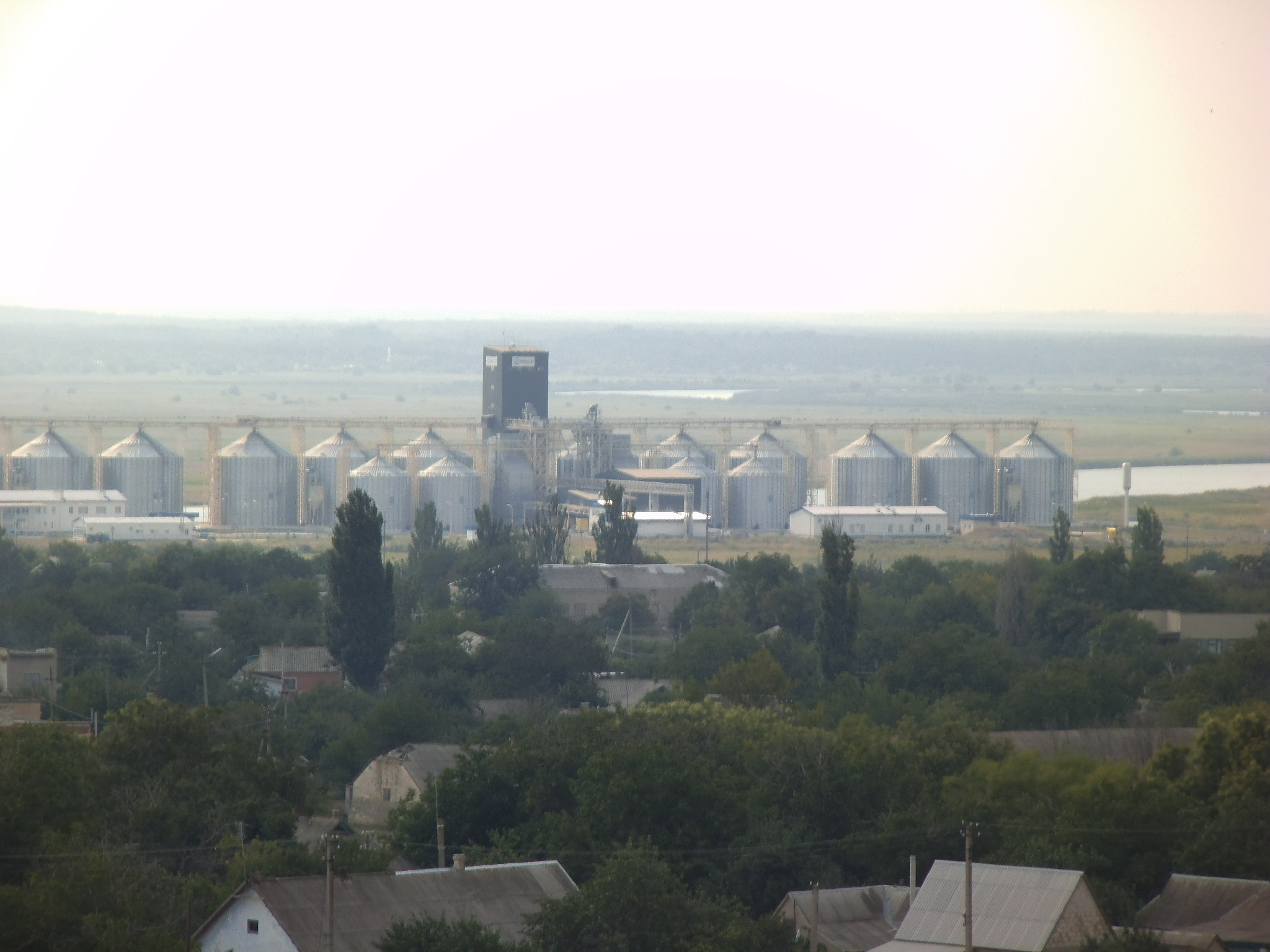
Getreidelager von Nibulon bei Nowa Odessa mit Verladehafen am Südlichen Bug

2016 erhielt das Unternehmen von der Europäischen Investitionsbank einen Kredit von 74 Millionen Euro, 2017 eine Anleihe der Europäische Bank für Wiederaufbau und Entwicklung über 90 Millionen Euro und 2018 einen Kredit der Internationalen Finanz-Corporation über 110 Millionen US-Dollar für den weiteren Ausbau seiner Infrastruktur. Auch die französische Großbank Crédit Agricole unterstützte die Investitionen von Nibulon.
Die von den Speichern bei Verkehrsknotenpunkten und am Ufer des Dnepr nach Mykolajiw transportierten Agrarprodukte liefert das Unternehmen als einer der großen Getreideexporteure der Ukraine mit Handelsschiffen ausländischer Reedereien zu Abnehmern in etwa 70 Länder auf verschiedenen Kontinenten. Seit 2008 ist Nibulon ein Partner des Welternährungsprogramms der Vereinten Nationen. So vereinbarten Nibulon und die Ernährungs- und Landwirtschaftsorganisation der Vereinten Nationen im Jahr 2017 ein Programm zur Sicherung der Getreideversorgung von Ägypten. Im Geschäftsjahr 2018–2019 exportierte Nibulon Produkte im Umfang von 5,21 Millionen Tonnen.
Auf einer Fläche im Hafenareal von Mykolajiw neben zwei bestehenden Schiffbauwerften errichtete das Unternehmen große Getreidesilos, wo die auf dem Fluss, mit der Bahn oder auf der Straße gelieferten Agrarprodukte mit Getreidehebern umgeschlagen und gelagert werden. Die Siloanlagen haben eine Kapazität von 173.000 Tonnen. Die beiden Lagerdome sind die größten Getreidesilos der Welt. Unmittelbar neben den Siloanlagen befindet sich am Kai von Nibulon der Ladeplatz, an welchem Hochseefrachter anlegen können. Bis zu fünf Schiffe können gleichzeitig und mit schwimmenden Schiffshebern schneller beladen werden. 2013 ließ Nibulon bei der rumänische Werft Șantierul Naval Constanța das damals größte Getreidekranschiff des Schwarzen Meeres bauen.
2012 erwarb Nibulon eine neben dem Getreidehafen in Mykolajiw bestehende Werft, die am Ende des 19. Jahrhunderts gegründet worden war und seit 2000 den Namen Liman Schiffbauwerft trug. Dieser Industriebetrieb nahe der Altstadt von Mykolajiw verlor nach der Auflösung der Sowjetunion 1991 einen Teil des Auftragsvolumens. Die Werft war neben dem Bau verschiedener Schiffstypen vorwiegend im Schiffsausbau tätig. Sie baut für Nibulon Frachtschiffe, Schubboote, Schubleichter, Schleppschiffe und Schwimmkräne. Zudem werden nötige Wartungs- und Reparaturarbeiten für die bestehende Flotte in der Werft ausgeführt. 2020 bestellte das Innenministerium der Ukraine bei der Nibulon-Werft fünf Patrouillenboote für die Küstenwache am Schwarzen Meer. 2021 vereinbarte die Werft in Mykolajiw eine Zusammenarbeit für dieses Projekt mit dem französischen Schiffbauer OCEA. Im Februar 2022 nahm Nibulon den neuesten, von der eigenen Werft gebauten Getreideleichter mit einer Länge von 101 m erstmals in Betrieb. Außerdem ließ Nibulon von der Schiffbauwerft Okean in Mykolajiw mehrere Schleppboote bauen.
2010 nahm das Unternehmen einen neuen Getreidehafen bei Nowa Odessa nordwestlich von Mykolajiw in Betrieb. 2018 kündete es an, sich am geplanten neuen Hochseehafen südlich von Mykolajiw am Dnepr-Bug-Liman zu beteiligen. Die neuen Häfen sind für die Schubverbände vom Dnepr schneller erreichbar und können anders als der Hafen von Mykolajiw auch Schiffe der Panamax-Klasse aufnehmen. Das von der firmeneigenen Werft gebaute, 2019 in Betrieb genommene Umladeschiff Nibulon Max, das mit Kränen von Liebherr-MCCtec Rostock ausgerüstet ist, kann zudem Hochseefrachter außerhalb der Hafengebiete beladen.
Im Zusammenhang mit der politischen Krise nach der Annexion der Krim durch Russland im Jahr 2014 war der Inhaber von Nibulon, Oleksij Wadaturskyj, im Jahr 2018 von russischen Sanktionen betroffen, weil er sich für die politische und wirtschaftliche Unabhängigkeit der Ukraine einsetzte. 2022 wurde die Geschäftstätigkeit von Nibulon durch den Russischen Überfall auf die Ukraine beeinträchtigt, weil ein Teil der vom Unternehmen bewirtschafteten Agrargebiete und mehrere Silostandorte und Verladehäfen der Firma in von russischen Truppen besetzten Gebieten lagen und Russland die Transportinfrastruktur der Ukraine, unter anderem Treibstofflager, bombardierte und die Binnenschifffahrt auf dem Dnepr sowie den Schiffsverkehr auf dem Schwarzen Meer zu den ukrainischen Häfen blockierte. Gemäß ukrainischen Angaben habe die russische Kriegsverwaltung in den besetzten Gebieten Getreidespeicher geplündert. Der kriegsbedingte Exportstopp von ukrainischen Agrarprodukten bedroht gemäß WFP die internationale Lebensmittelversorgung. Bei einem russischen Raketenangriff auf ihr Wohnhaus in Mykolajiw am 31. Juli 2022 wurden der Firmeneigentümer Oleksij Wadaturskyj und seine Ehefrau getötet.

## Auszeichnungen
- Staatspreis der Ukraine für Architektur, für den Bau der Getreidesilos in Mykolajiw, 2008
- Bronzemedaille der Europäischen Bank für Wiederaufbau und Entwicklung in der Kategorie «Innovation in Umwelt und Gesellschaft», 2018[34]